# Territory band
Las territory bands eran las bandas de jazz, sobre todo del swing, de las décadas de 1920, 1930 y 1940, que actuaban en giras por "su" territorio alejados de los núcleos urbanos de Nueva York o Chicago y que ofrecían al público la música en directo de importantes artistas discográficos de la época, como Duke Ellington y Louis Armstrong.
Muchos de los artistas de jazz relevantes de las décadas siguientes, como Count Basie, Lester Young, Jimmy Rushing o Jay McShann tuvieron sus comienzos en estas bandas.
Entre las más conocidas estaban las bandas rivales de Bennie Moten y los Oklahoma City Blue Devils, liderada por Walter Page, de la cual uno de sus miembros, Count Basie, formaría más tarde su reconocida orquesta. Otra territory band importante era la de Snookum Russell, y que incluía a J.J. Johnson, Will Davis y Ray Brown.
Y fue en la territory band del propio McShann donde, a partir de 1940, se dio a conocer a Charlie Parker como una estrella, tanto en directo como en sus primeras grabaciones.